# Dosimètre

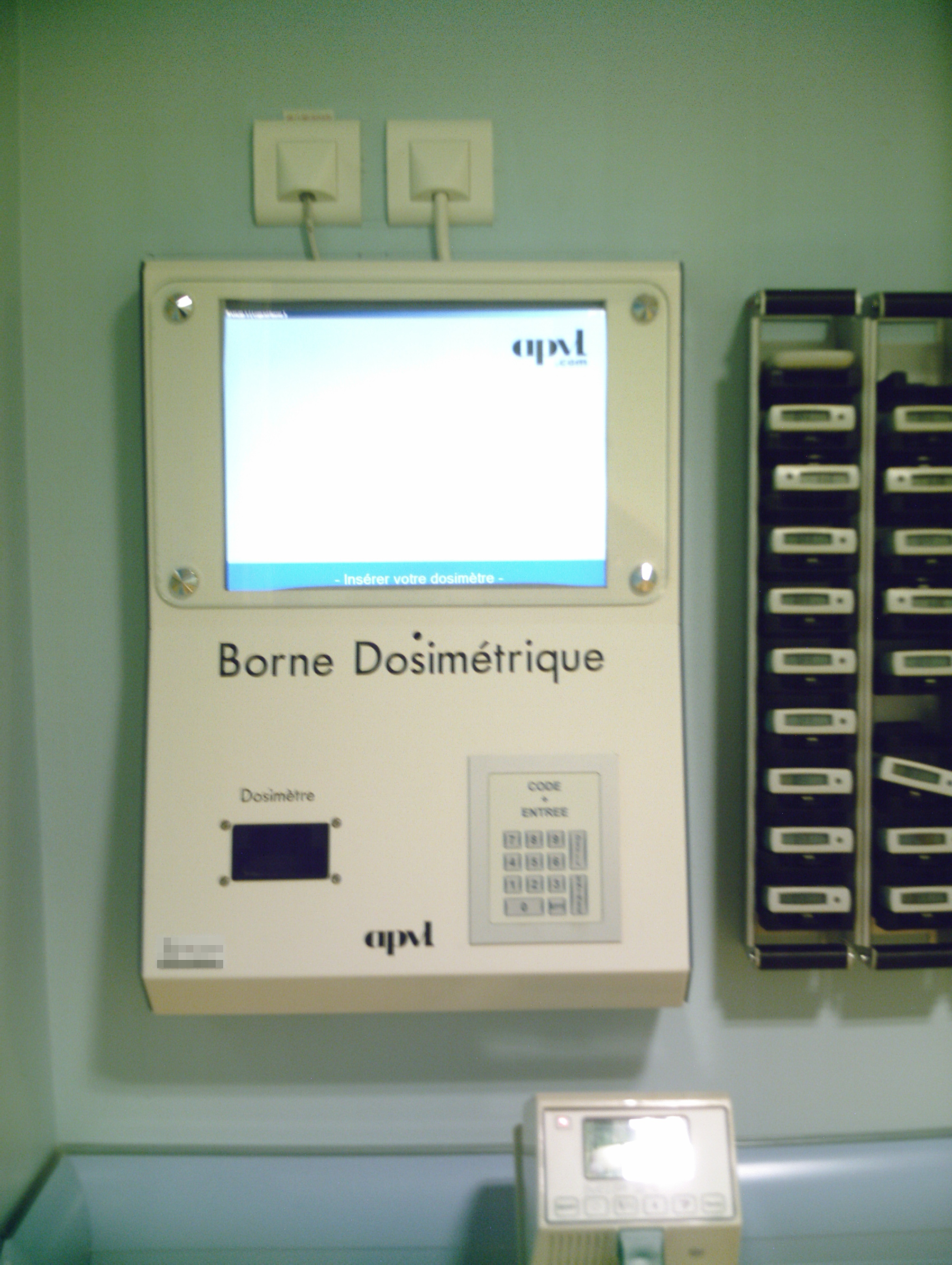
Un lecteur de dosimètre en service de médecine nucléaire

Un dosimètre est un instrument de mesure destiné à mesurer la dose radioactive ou l'équivalent de dose reçus par une personne exposée à un rayonnement ionisant, dans le cadre de son activité professionnelle, d'un accident ou d'une radiothérapie vectorisée. 
Le dosimètre traduit l'irradiation externe.
La dosimétrie est une obligation réglementaire imposée à l'employeur pour tout travailleur exposé du fait de son activité si la dose potentielle dépasse la limite admise pour le public.
Pour la contamination interne, l'appréciation de la dose est plus complexe. On a d'abord utilisé des modèles jugés peu fiables et ne permettant pas de dosimétrie réellement personnalisée. Des recherches portent sur une dosimétrie de contaminations internes tenant mieux compte de la morphologie de chaque patient ainsi que de la composition et densité des tissus, avec par exemple l'outil OEDIPE, OEDIPE étant ici l'acronyme de Outil d’Évaluation de la Dose Interne Personnalisée ; interface graphique permettant une géométrie voxélisée spécifique d'un patient à associer au code de calcul Monte-Carlo MCNPX, permettant une meilleure définition de la distribution du radioélément et le calcul des doses absorbées, dont par organes ou à l'échelle tissulaire (i.e. du voxel) que dans les cas de contaminations internes.

## Utilisation

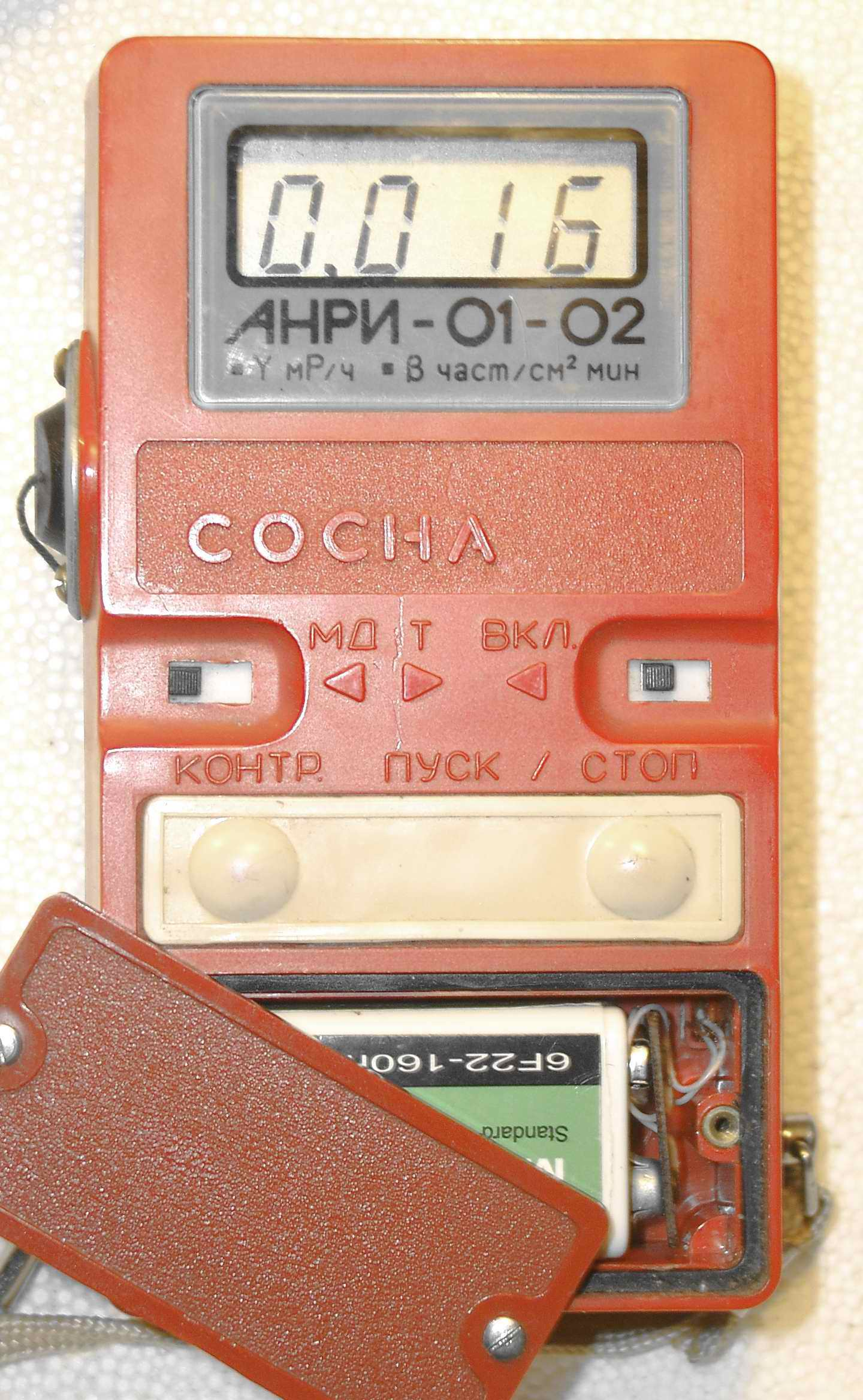

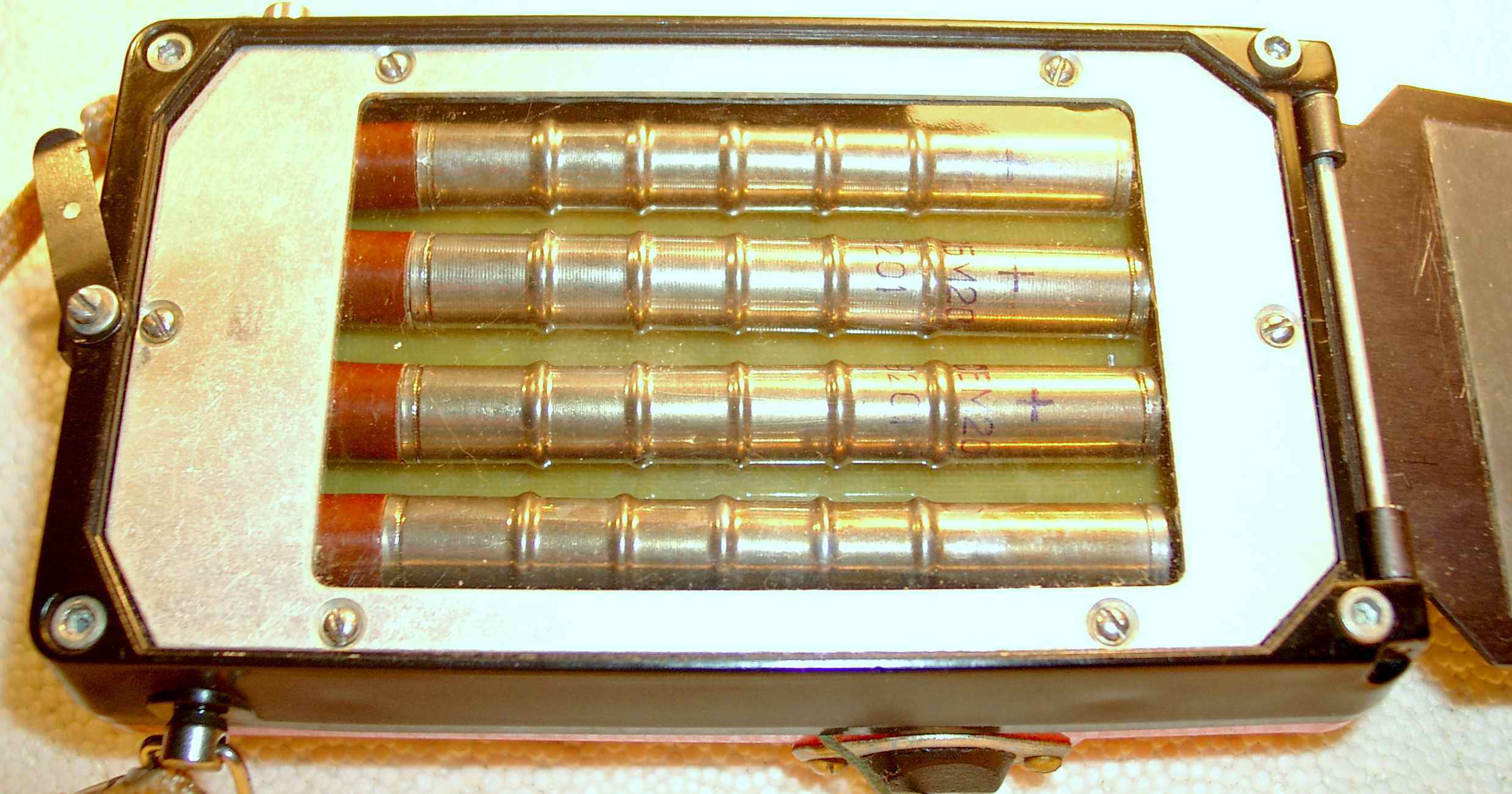

Il existe deux types de dosimètre : le dosimètre passif (à lecture différée), le plus souvent nominatif et le dosimètre actif (dosimètre électronique opérationnel), qui est activé au nom du porteur au moment de l'utilisation.
Dans la réglementation française, le port du dosimètre est obligatoire pour tous les travailleurs affectés à des travaux sous rayonnements ionisants :
- en zone surveillée, si le risque évalué  est limité (< à 6 mSv/an) seul le dosimètre passif est obligatoire ;
- en zone contrôlée, où le risque est plus important (risque de dépasser les 6 mSv/an) la réglementation exige le port d’un dosimètre passif et d’un dosimètre opérationnel. Le dosimètre actif permet au travailleur une autosurveillance du risque auquel il s'expose, néanmoins, la mesure qui fait foi vis-à-vis des limites réglementaires est celle du dosimètre passif. L'ensemble des doses reçues par le travailleur sont archivées pendant la durée de la carrière et quel que soit le site où il travaille, dans le cadre du fichier national  SISERI  tenu à jour par l'IRSN.

## Dosimètre à lecture différée
Ce dosimètre est à lecture différée (pas de résultat direct) et fonctionne comme un film photographique (qu'il a remplacé) ou selon les principes de la luminescence. Il permet de connaître uniquement la dose cumulée sur une période donnée (le plus souvent mensuelle ou trimestrielle). La dosimétrie passive est une donnée considérée comme médicale par assimilation des laboratoires de dosimétrie, qui lisent les dosimètres, à des laboratoires de  biologie  d'où la  transmission des valeurs au service de médecine du travail.
Indépendamment de la technique utilisée, il existe plusieurs types de dosimètre selon la mesure qui doit être réalisée :
- le dosimètre « corps entier », porté sur la poitrine ; la dose mesurée est considérée comme étant appliquée à l'ensemble de l'organisme et représente essentiellement la dose reçue à la moelle osseuse ;
- le dosimètre « extrémité » ; il peut être porté sous forme de bracelet ou de bague afin de mesurer la dose reçue sur certaines parties du corps, plus exposé car  à proximité de la source de rayonnement et plus difficile à protéger par les EPI (tablier ou gants plombés).

### Film dosimétrique
La dosimétrie passive était  réalisée autrefois grâce à des dosimètres films-badges, appelés aussi dosifilms, remplacés actuellement par des composants radioluminescents. Ils servent à mesurer les doses reçues, de rayonnement β, X, γ et neutron en donnant une réponse différée. Le dosifilm est porté à hauteur de la poitrine. Cet emplacement a été choisi, car il correspond à la valeur moyenne de l’exposition totale du corps. 
Cela dit, dans des cas particuliers, la médecine du travail peut demander de porter un dosifilm supplémentaire pour permettre de connaître la dose reçue à un endroit spécifique du corps (tête, thyroïde, ceinture).
Ci-dessous, exemple des bagues permettant la mesure de dose aux extrémités, dans le cas où les mains sont à proximité immédiate et non protégée de la source de rayonnement (angioplastie, travail en boite à gants).
Le principe de la dosimétrie passive consiste en l’utilisation de films recouverts d’émulsions qui ont des sensibilités sélectives pour les différents types de particules. On mesure la noirceur globale du film qu’on compare à une échelle témoin. Ce dosimètre est donc à lecture différée et fonctionne comme un film photographique ou selon le principe de la thermoluminescence.

### Dosimètre stimulé thermiquement

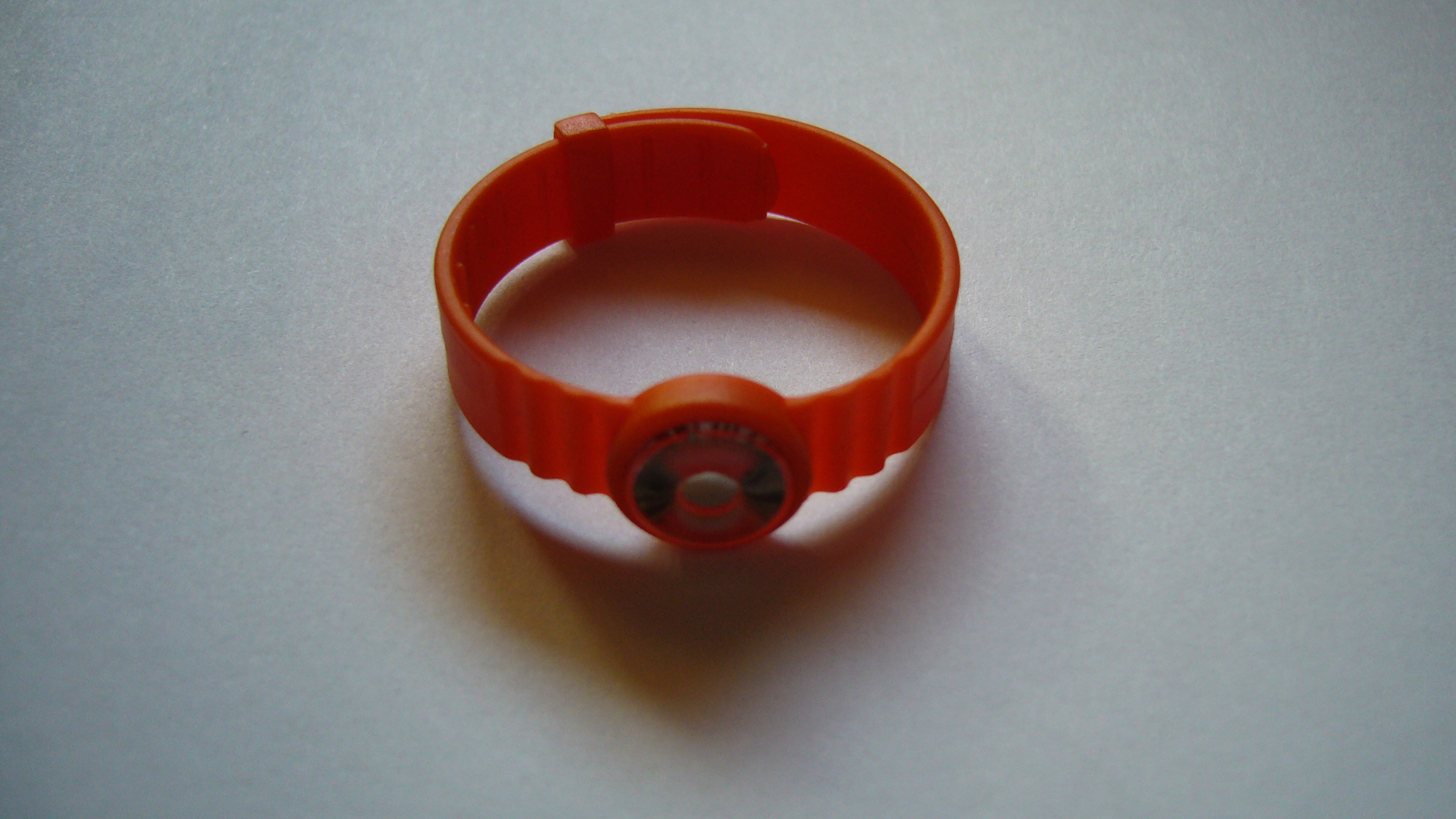
Bague fluorure de lithium LiF

C'est un dosimètre (thermoluminescent dosimeter, TLD) à lecture différée dont le principe de fonctionnement repose sur la lecture d'une émission de lumière par chauffage du dosimètre. La première phase est celle de l'enregistrement qui consiste  à mesurer le rayonnement ionisant à l'aide d'un support à fluorure de lithium LiF en rapport avec les risques d'exposition aux rayonnement ionisants (X, γ, β, neutrons). Dans la seconde phase, celle de lecture, la luminescence est provoquée par chauffage. Les charges émettent alors une impulsion de lumière proportionnelle à la dose de rayonnement reçue. L'inconvénient de cette méthode par rapport la dosimètrie OSL ou RPL est que les pièges étant totalement vidés, il ne sera pas possible de relire le dosimètre.

### Dosimètre à luminescence optiquement stimulée
C'est un dosimètre à lecture différée dont le principe de fonctionnement (Optically stimulated luminescence, OSL) (luminescence stimulée optiquement) repose sur la lecture d'une émission de lumière.
Cette technologie, apparue dans les années 1990, est maintenant très répandue. Chaque mois, plus de 1,5 million de personnes portent ces dosimètres dans le monde. 

#### Principe
La première phase est celle de l'enregistrement qui consiste  à mesurer le rayonnement ionisant (X, γ et β). Lors de l'exposition de ce dosimètre sous des rayonnements ionisants, des charges se trouvent piégées dans le matériau sensible. Dans la seconde phase, il est placé sous les flashs lumineux d'un laser ou de diodes électroluminescentes. Les électrons retenus dans ces pièges libèrent alors une lumière proportionnelle à la dose équivalente reçue.
La source de stimulation est facilement contrôlable. De ce fait une grande partie de l'information est conservée par le capteur. Contrairement au TLD où les pièges sont entièrement vidés, l’OSL autorise la relecture du dosimètre.

#### Matériau
La technologie OSL utilise différents matériaux. La mesure de dose s’effectue grâce à une fine feuille de poudre d’oxyde d’aluminium dopé au carbone, Al2O3:C. Cette poudre résulte d’un cristal obtenu après mélange à haute température d’oxyde d’aluminium pur et de dopants. Cette dernière est ensuite enduite grâce à un liant entre deux bandes de film polyester.

#### Avantages de l'OSL
- seuil de détection de 10 µSv et linéarité jusqu'à 10 Sv en routine (en laboratoire seuil de détection à 0,4 µSv et mesure jusqu'à 100 Gy) ;
- relecture possible des dosimètres ;
- différenciation des rayonnements X, γ et β avec estimation de l'énergie ;
- insensible aux neutrons ce qui est important en cas de d'exposition en champ complexe ;
- insensible à l'humidité et à la chaleur ;
- informations qualitatives sur les conditions d'exposition (statique, dynamique ou due à une contamination).

### Dosimètre radiophotoluminescent
C'est un dosimètre à lecture différée dont le principe de fonctionnement (Radiophotoluminescence ou RPL) est connu depuis la fin des années 1960. 
La première phase est celle de l'enregistrement qui consiste  à mesurer le rayonnement ionisant (X, γ et β). Celui-ci va arracher des électrons à la structure du détecteur en verre dopé à l'argent. Ces électrons seront piégés par les ions d'argent contenus dans la structure de verre.
La seconde phase est celle recherchée, correspondant à la lecture différée de l'exposition de la personne travaillant sous rayonnements ionisants. Le détecteur en verre est donc placé sous un faisceau ultraviolet de longueur d'onde 320 nm. Les électrons piégés se désexcitent en émettant une luminescence proportionnelle à la dose équivalente reçue. En général, ces dosimètres passifs comportent 2 à 5 plages de lecture.
Si le détecteur comporte 3 couches superposées de verre et matériaux destinés à absorber les rayonnements, comme le dosimètre RPL fourni par l'IRSN, on disposera alors de 15 points de mesure comportant des seuils à 0,10 mSv, conforme à l'arrêté du 30 décembre 2004. Les rayonnements ionisants concernés par ce dosimètre sont les β, des photons de basse énergie, les rayons X, des rayons γ pour les fortes doses.
La qualité de ce dosimètre est la possibilité de relecture et la quasi-absence d'altération de l'enregistrement. Il a une très bonne sensibilité aux photons et aux β, n'est pas sensible aux neutrons, ce qui est important en cas de d'exposition en champ complexe. Il possède un seuil de détection de 10 µSv, d'enregistrement de 50 µSv et surtout il a une très grande stabilité de lecture.

## Dosimètre opérationnel

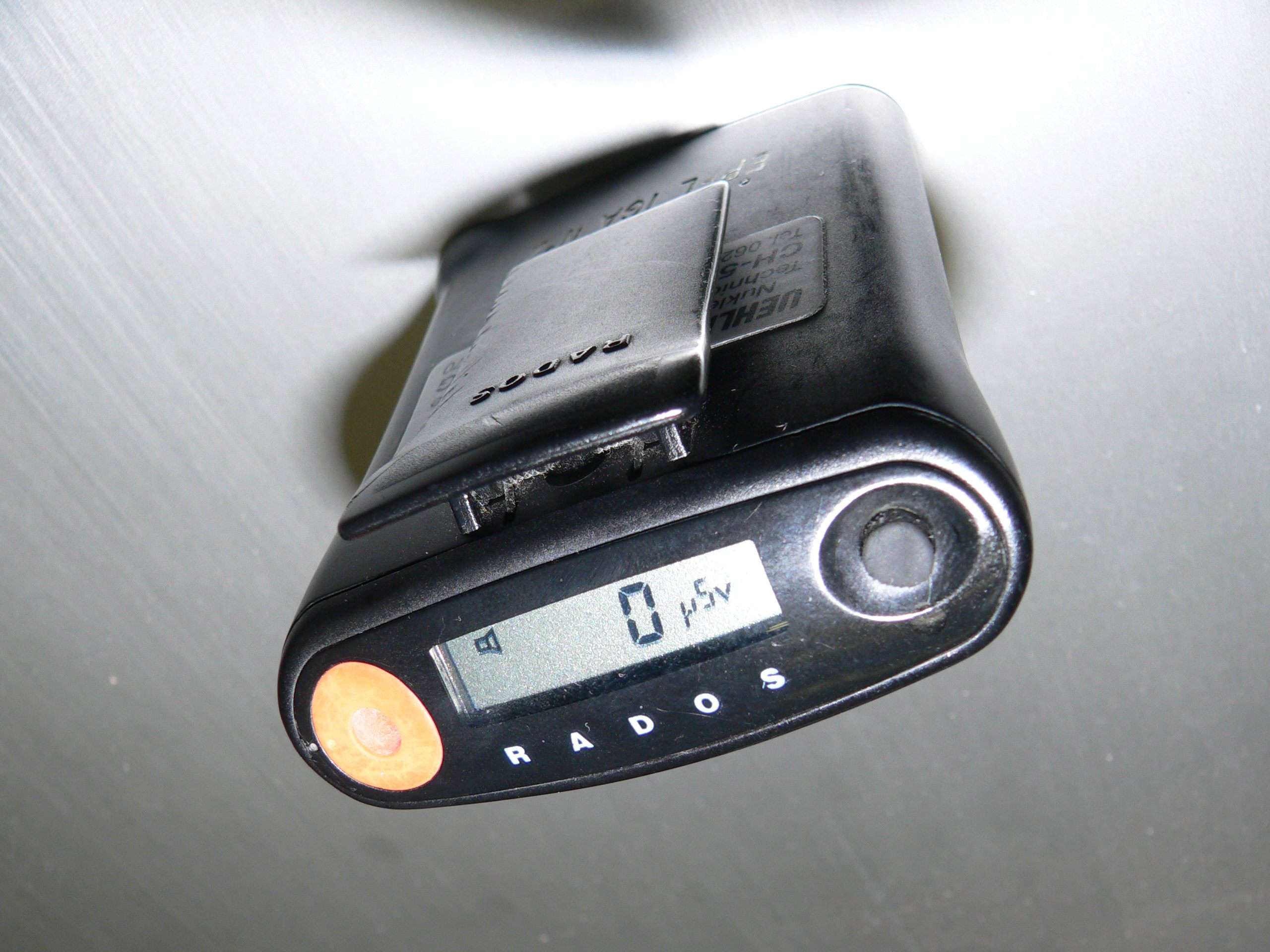
Dosimètre opérationnel

Ce sont des dosimètres  à lecture immédiate (présence d'un afficheur 7 segments) et correspond généralement, comme le nom l’indique, à une mesure lors d'une opération tache particulière ou période temporelle. Ces dosimètres  permettent  de connaître la dose reçue (valeur exprimée en µSv ou mSv) en temps réel et des alarmes peuvent se déclencher pour des doses prédéfinies, permettant à l'opérateur de suivre en permanence le risque auquel il s'expose.
La dosimétrie opérationnelle est une dosimétrie individuelle, qui doit être mise en œuvre lors d’une opération se déroulant en zone contrôlée dans un but d’optimisation : mise en œuvre du principe ALARA, acronyme de l’expression anglaise « As Low As Reasonably Achievable » traduite en français par l’expression « aussi bas qu’il est raisonnablement possible ».
La dose et le débit de dose sont le plus souvent enregistrés et donc analysable a posteriori pour améliorer la radioprotection de l'opérateur.